# Giulia Steingruberová
Giulia Steingruberová (* 24. března 1994 St. Gallen) je švýcarská sportovní gymnastka. Je pětinásobnou mistryní Evropy: v roce 2013 a 2014 v přeskoku, v roce 2015 vyhrála víceboj a v roce 2016 na domácí půdě v Bernu přeskok a prostná. Na Evropských hrách 2015 vyhrála přeskok a prostná, stříbrnou medaili získala ve víceboji jednotlivkyň a bronzovou na kladině. Na mistrovství světa ve sportovní gymnastice skončila ve víceboji v roce 2013 na sedmém a v roce 2015 na pátém místě. Startovala na Letních olympijských hrách 2012, kde skončila ve víceboji na 14. místě, a na Letních olympijských hrách 2016, kde byla desátá ve víceboji, třetí v přeskoku a osmá v prostných. Získala tak pro Švýcarsko historicky první olympijskou medaili v ženské gymnastice. Během kariéry vyhrála deset závodů Světového poháru. Jmenuje se podle ní salto na kladině. V roce 2013 byla zvolena švýcarskou sportovkyní roku, byla vlajkonoškou švýcarské výpravy na Letních olympijských hrách 2016.